# Torre Palas
Der Torre Palas, auch  Torre di Pala genannt, steht oberhalb der Gemeinde San Vittore im schweizerischen Kanton Graubünden im unteren Teil des Misox. Der Name der Festung leitet sich vom unterhalb der Burg liegenden Dorfteil Pala ab.

## Bau
Die Ruine der Höhenburg steht bei 310 m ü. M. auf zwei riesigen Felsblöcken. Auf dem talwärts gelegenen, kleineren, aber heute kaum zugänglichen Fels stehen die Reste eines rechteckigen Gebäudes von rund 4 × 7 Metern Ausdehnung. Vermutlich stand hier ein zweigeschossiger Wohntrakt, der mit einem Satteldach gedeckt war und rund 100 Jahre vor dem Turm gebaut wurde. Relativ gut erhalten hat sich die östliche Giebelseite mit dem Eingang.
Auf dem grösseren Felsblock, vom kleineren durch eine tiefe, vier Meter breite Felskluft getrennt, steht der gut erhaltene rechteckige Turm, vermutlich ein Bergfried, mit seinen sechs aus Granitsteinen gemauerten Geschossen. Seine Grundfläche misst 5 × 8 Meter, die grösste Mauerdicke beträgt 1,5 Meter. Über eine hölzerne Galerie gelangte man von der Nordseite her zum Eingang auf der Südseite oberhalb der Felsspalte. Die Tür an der Nordseite wurde später herausgebrochen. Heute kann der Turm nicht mehr betreten werden.
Durchgehende Balkenlöcher zeigen die Lage der unteren vier Geschosse an. Durch ein Tonnengewölbe im fünften Stockwerk gelangte man zum obersten Geschoss mit Wehrplatte, das zusammen mit dem fünften um 1400 nachträglich aufgesetzt wurde. Gedeckt war der Turm mit einem auf Zinnen ruhenden flachen Satteldach. Die unteren vier Geschosse wurden durch schmale Schartenfenster beleuchtet; in den darüber liegenden Geschossen haben sich Stichbogenfenster erhalten. Grosse Balkenlöcher lassen erkennen, dass um das fünfte Geschoss eine hölzerne Laube führte, die durch eine Tür an der Südwand zugänglich war. Auf der Westseite war im dritten Geschoss ein Abort eingerichtet, im fünften ein Schüttstein.
Die Ökonomiegebäude lagen aus Platzgründen vermutlich am Fuss des Burgfelsens.

## Geschichte
Urkundliche Angaben über die Erbauung fehlen. 1168 wird ein Albertus de sancte Victore erwähnt, über dessen Wohnsitz jedoch nichts bekannt ist. Möglicherweise wurde die Anlage von einem lokalen Adelsgeschlecht erbaut. Später gelangte die Burg in den Besitz der Familie von Sax, die im 13. Jahrhundert im Tal die landesherrliche Gewalt innehatte. 
Im 14. Jahrhundert diente die Burg einem Gutsverwalter der Freiherren von Sax als Wohnsitz, im 15. Jahrhundert wohnte eine Nebenlinie derer von Sax darin. Vermutlich wurde die Burg nach deren Aussterben verlassen und begann zu zerfallen.

## Bilder

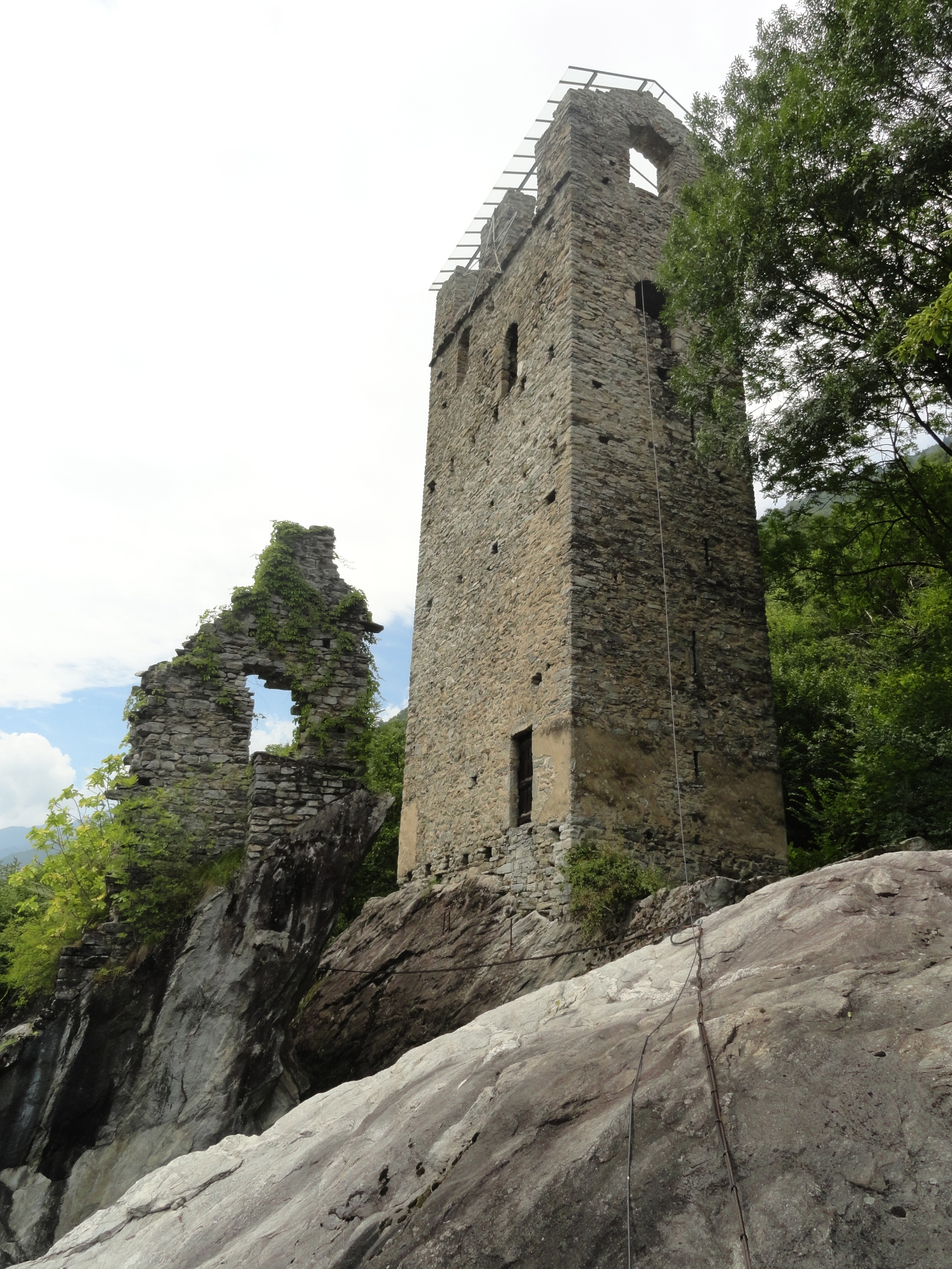
Nebengebäude und Turm, Ansicht von Osten
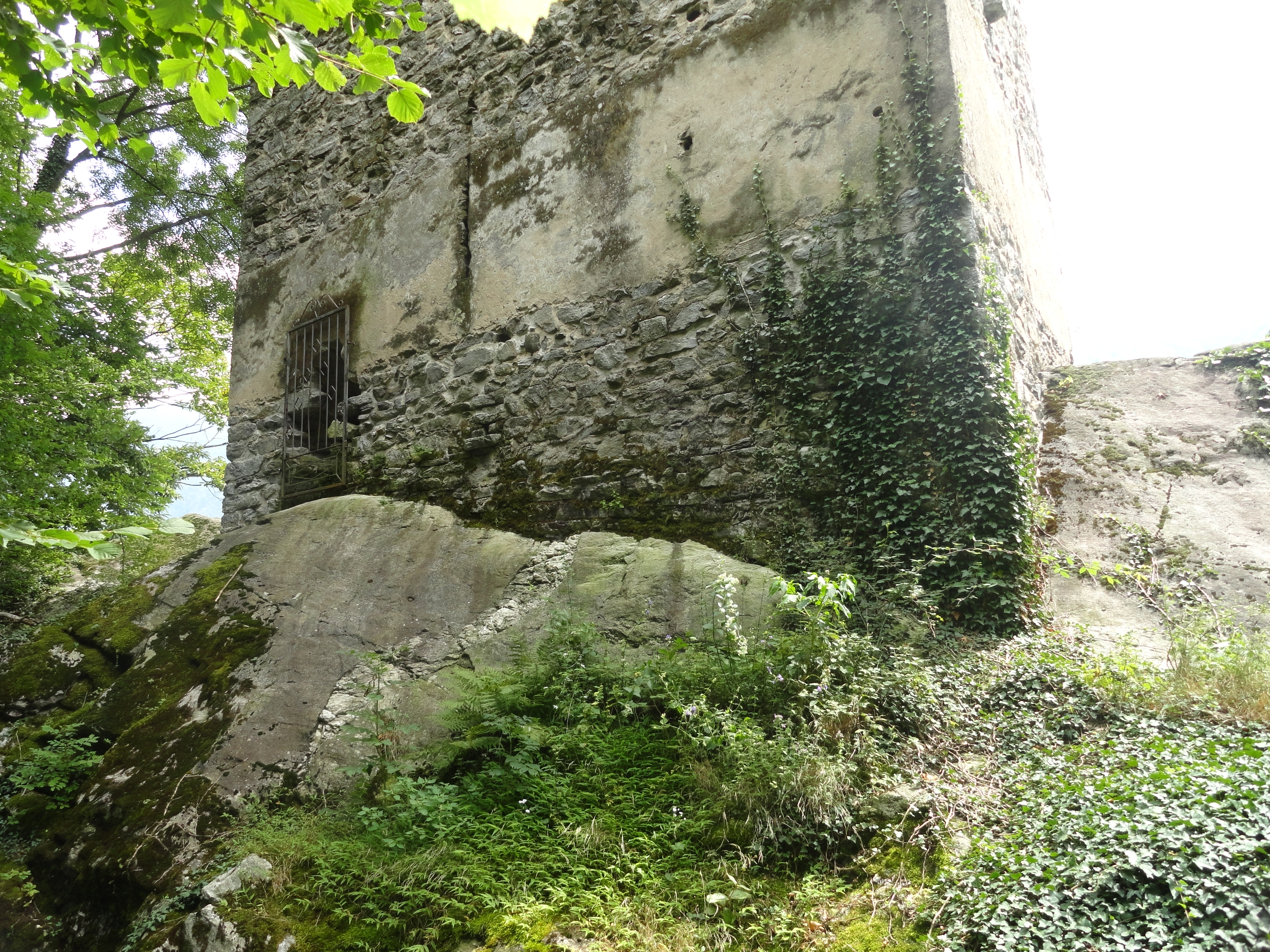
Nordseite
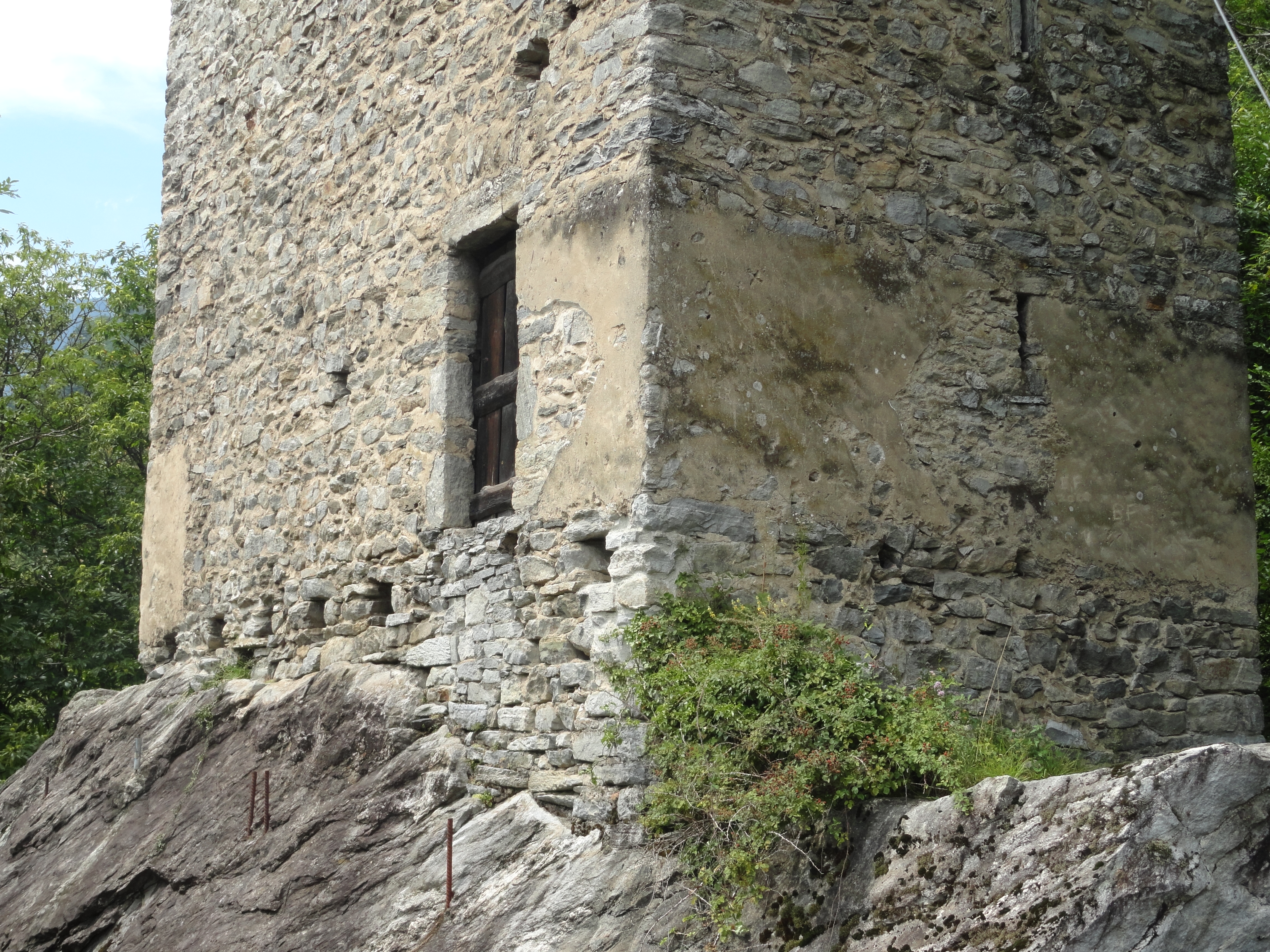
Südseite mit Haupteingang
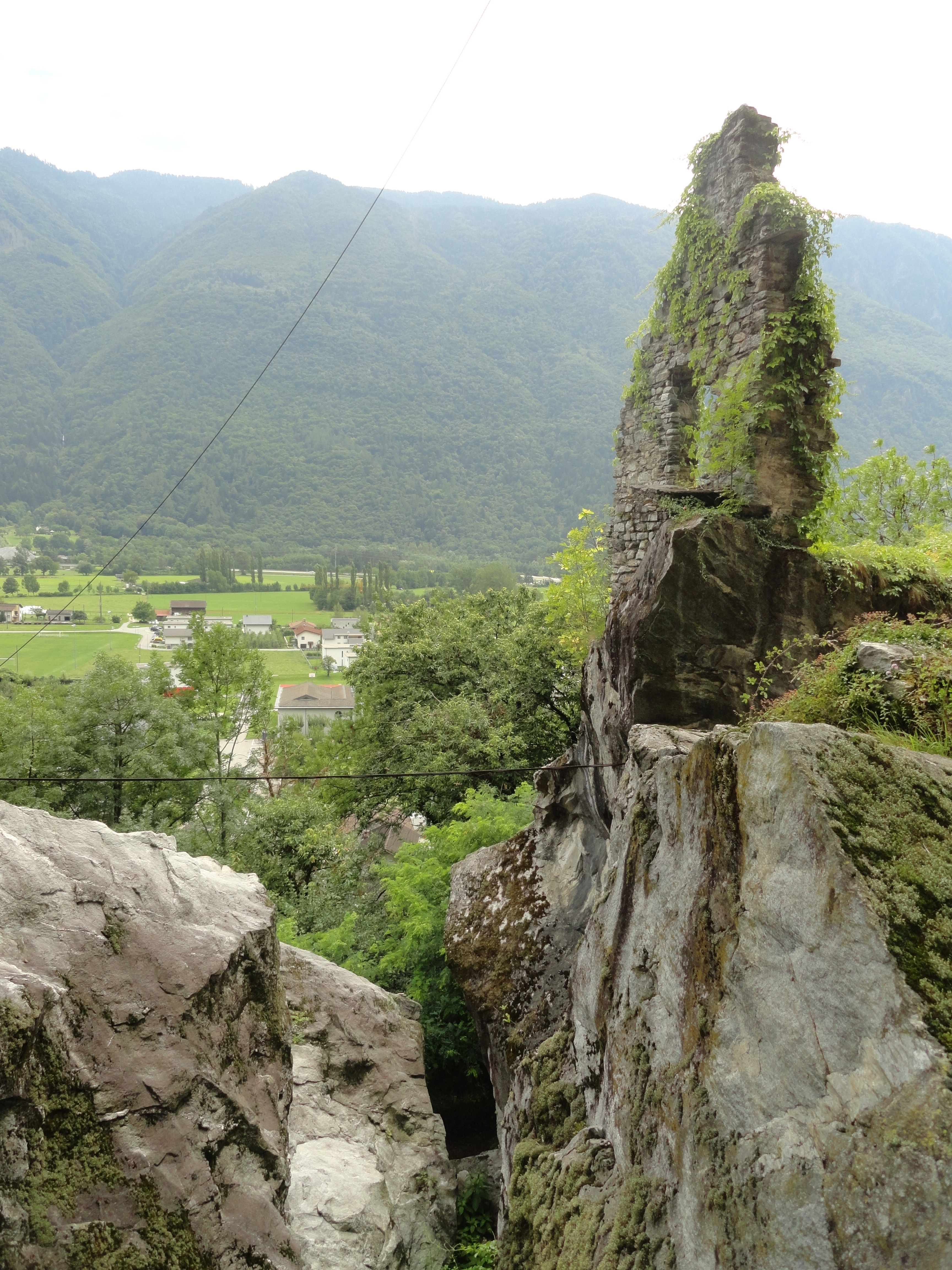
Ruine des Wohntraktes